# Yasuyuki Moriyama
Yasuyuki Moriyama, född 1 maj 1969 i Gifu prefektur, Japan, är en japansk tidigare fotbollsspelare.